# 杨世绶
杨世绶，安徽宿松人，是一名清朝政治人物。监生出身。
杨世绶曾于1788年接替谢庭薰任娄县知县一职，1789年由宁贵接任。